# J. Michael Straczynski
Joseph Michael Straczynski (Paterson, New Jersey, 1954. július 17. –) díjnyertes amerikai író és producer.

## Munkássága
Írói munkássága része számos televíziós sorozat, regény, novella, képregény és rádiós dráma. Ezenkívül drámaíró, újságíró és elismert forgatókönyvíró.
Készítője, vezető producere és írója volt a Babylon 5 és Crusade című televíziós sci-fi sorozatoknak. Straczynski írta Babylon 5 91-110. epizódjait, 59 részt folyamatosan, beleértve a teljes harmadik és negyedik évadot, valamint egy részt az ötödik évadból. Szintén ő írta a 4 Babylon 5 TV-filmet a sorozat készítése mellett. Három regényt, valamint nagyjából húsz novellát írt.
Ezenfelül a Usenet és egyéb korai számítógépes hálózat résztvevője, tartotta a kapcsolatot a rajongókkal több különböző online fórumon (beleértve a GEnie-t, a CompuServe-t, és az America Online-t) 1985 óta.
Straczynski a San Diego Állami Egyetemen diplomázott.
2001 júniusától 2007 novemberéig az Amazing Spider-Man írója, melynek egyes számai Magyarországon is megjelentek A Hihetetlen Pókember hasábjain.

## Magyarul
- A hihetetlen Pókember. Az új bosszú angyalai; szöveg J. Michael Straczynski író, ceruzarajz Mike Deodato, tusrajz Joe Pimentel, Tom Palmer, ford. Harza Tamás, Benes Attila; Kingpin, Bp., 2009
- Pókember. A másik. Evolúció; szöveg J. Michael Straczynski, ceruzarajz Mike Wieringo, ford. Harza Tamás; Kingpin, Bp., 2010
- Az ezüst utazó. Rekviem; rajz Esad Ribic, ford. Galamb Zoltán; Fumax, Bp., 2021